# Óscar Maydon
Óscar Maydon, nato Óscar René Maydon Mesa (Mexicali, 20 settembre 1999), è un cantante messicano.

## Biografia
Óscar Maydon si è fatto conoscere col brano Fin de semana (2023), un duetto con Junior H, che è diventato il suo primo ingresso nella Mexico Songs e nella Billboard Hot 100, scalandole rispettivamente fino alla 4ª e 86ª posizione. In precedenza, è stato reso disponibile per il consumo il suo album in studio d'esordio, dal titolo Gxle.
Nel dicembre 2023 è avvenuta la pubblicazione del secondo LP Distorsión, che contiene il brano di successo Elvira e che è stato promosso dall'omonima tournée avviata l'anno seguente. È anche uscita Rompe la dompe, seconda entrata dell'artista nella top five messicana.
Madonna (2024), un duetto con Natanael Cano presentato nel marzo 2024, ha trascorso undici settimane consecutive in cima alla hit parade nazionale. Ha successivamente conseguito una seconda numero uno qualche mese più tardi, piazzando Volver al futuro in cima alla graduatoria messicana di Billboard.
Tu boda (2024), in collaborazione con i Fuerza Regida, è diventato il suo singolo più consumato negli Stati Uniti d'America, dove la Recording Industry Association of America ha certificato 1,140 milioni di unità vendute (diciannove volte platino latino) al febbraio 2025. Nel mese di giugno 2025 è stata diffusa la prima parte del terzo disco Rico o muerto, entrato al 6º posto della Top Latin Albums e all'89º posto di quella generale con 13 000 unità.

## Discografia

### Album in studio
- 2022 – Gxle
- 2023 – Distorsión
- 2025 – Rico o muerto

### Singoli
- 2020 – De la nació
- 2021 – En el espacio (feat. Legado 7)
- 2021 – El Instagram
- 2021 – La noche empieza (con Natanael Cano)
- 2021 – Vacío
- 2021 – Finta de fresa (con Polo González)
- 2022 – Kilos de h (solo o con Natanael Cano)
- 2022 – Fly Club quemando
- 2022 – Porte placoso (feat. Ivan Orozco)
- 2022 – El buda (con Calle 24)
- 2022 – El Jr 01 (con Justin Morales)
- 2022 – El calorcito (con El Chachito)
- 2022 – Los collares (con El Padrinito Toys)
- 2022 – Hoy (con Manuel Rodriguez)
- 2022 – Me gusta lo bueno
- 2022 – Porque no esta de más (con Victor Cibrian)
- 2022 – Hágase hombre (con El Padrinito Toys)
- 2023 – Fin de semana (con Junior H)
- 2023 – Falso
- 2023 – Una mentirosa (con gli Eslabón Armado)
- 2023 – Polvito de limón (con Gerardo Ortíz)
- 2023 – El apoyo (con El Chachito)
- 2023 – Anillos (con Oscar Ortiz)
- 2023 – Cancún
- 2023 – Arriba el dinero
- 2023 – Los chiquinarcos (con Luis R. Conriquez)
- 2023 – 3 doritos después (con Panter Bélico)
- 2023 – Mira jodidón (con i Marca MP)
- 2023 – Cuerno mio (con Junior H)
- 2023 – Skin de bandida (con Junior H e Gabito Ballesteros)
- 2023 – John Wick (con gli Herencia de Grandes)
- 2023 – Antídoto (con i Fuerza Regida)
- 2023 – Hong Kong (con Victor Mendivil e Alemán)
- 2023 – Otro día, otra aventura (con Código FN e Brandon Reyes y Elvin)
- 2023 – Quien me cuida no duerme (con El Padrinito Toys)
- 2023 – F*ck(con Los Gemelos de Sinaloa)
- 2023 – Tipo Gatsby (con Natanael Cano e Gabito Ballesteros)
- 2023 – Mexican Flan (con Codiciado)
- 2023 – Kim Kardashian (con Tyga)
- 2023 – Elvira (con Gabito Ballesteros e Chino Pacas)
- 2023 – Rompe la dompe (con Peso Pluma e Junior H)
- 2024 – Anda bien el nene (col Grupo Marca Registrada)
- 2024 – Madonna (con Natanael Cano)
- 2024 – Don Dimadon (con Remp e Victor Mendivil)
- 2024 – Viaje a Paris (con i Nueva H)
- 2024 – Mercedes (con Becky G)
- 2024 – Volver al futuro (con Junior H)
- 2024 – Rococo (con Gabito Ballesteros)
- 2024 – Giza (con Natanael Cano)
- 2024 – Mejores Jordans (con Victor Mendivil)
- 2024 – Tu boda (con i Fuerza Regida)
- 2024 – Corridos y alcohol (con Steve Aoki)
- 2024 – ¿Qué te parece? (con Grupo Frontera)
- 2024 – Otra mentira
- 2025 – El 3 (con Victor Mendivil)
- 2025 – Bruta (con El Alfa e Victor Mendivil)
- 2025 – Amigos? No (con Neton Vega)

## Tournée
- 2024 – Tour distorsión
- 2025 – Rico o muerto tour